# Sénat (Rwanda)
Pour les autres articles nationaux ou selon les autres juridictions, voir Sénat.
4e législature
Bâtiment du Parlement du Rwanda
Le Sénat (en anglais : Senate ; en kinyarwanda : Sena ; en swahili : Seneti) est la chambre haute du parlement bicaméral du Rwanda. Son siège se trouve à Kigali, la capitale du pays.

## Historique
Le Sénat, comme la Chambre des députés, est institué par la Constitution du 4 juin 2003 qui met fin à la période de transition consécutive au génocide de 1994.
La première législature dure de 2003 à 2011. La deuxième débute la même année et s'achève en 2019, date à laquelle commence la troisième qui s'achève en 2024 pour laisser place à la quatrième.

## Législation
Les dispositions relatives au Sénat figurent dans la sous-section 3 de la Constitution intitulée « Du Sénat » qui comprend les articles 80 à 87.

## Composition
Le Sénat compte 26 membres dont 18 sont élus au suffrage indirect comme suit :
- 12 par les comités exécutifs de secteurs et de district, les municipalités et les conseils municipaux des grandes villes (un par province et un pour la ville de Kigali) ;
- 4 élus par le forum des formations politiques ;
- 2 enseignants universitaires élus au scrutin indirect par le personnel d'enseignement et de recherche des universités et établissements d'enseignement supérieur, privés et publics[2],[C 2].

Enfin le président de la République en nomme 8 parmi la communauté nationale la plus défavorisée ou pour tout autre intérêt national.
Les anciens chefs de l'État peuvent en faire partie, s'ils le demandent.
Le Sénat doit comporter 30 % de femmes parmi ses membres. En 2019, elles sont au nombre de 10 (soit 38,46 %).
Depuis la  révision constitutionnelle de 2015, la durée du mandat de chaque sénateur est de cinq ans renouvelable une fois, sauf pour les anciens chefs d'État. Les sénateurs siégeaient auparavant pour une durée de 8 ans.
Le dernier renouvellement du Sénat date du 16 au 17 septembre 2024.

## Liste des présidents
| Nom                           | Début             | Fin               | Notes |
| ----------------------------- | ----------------- | ----------------- | ----- |
| Vincent Biruta                | 4 juin 2003       | 10 octobre 2011   |       |
| Jean Damascène Ntawukuriryayo | 10 octobre 2011   | 14 octobre 2014   | [ 5 ] |
| Bernard Makuza                | 14 octobre 2014   | 17 septembre 2019 | [ 6 ] |
| Augustin Iyamuremye           | 17 septembre 2019 | 9 décembre 2022   | ,     |
| François-Xavier Kalinda       | 9 janvier 2023    | en cours          | [ 9 ] |

### Constitution du Rwanda
- (en)  Rwanda. « Constitution du Rwanda de 2003 avec les amendements jusqu'en 2015 » [lire en ligne]

1. ↑  Sous-section 3 : Du Sénat
2. 1 2 3  Article 80
3. ↑  Article 81

### Autres références
1. 1 2  (en) « About Parliament », sur parliament.gov.rw (consulté le 24 avril 2022)
2. ↑  « Rwanda-Sénat : À propos du parlement », sur Union interparlementaire (consulté le 2 mai 2020)
3. ↑  « Rwanda-Sénat : Données sur les femmes », sur Union interparlementaire (consulté le 21 novembre 2020)
4. ↑  (en) James Tasamba, « Newly elected Rwandan senators take oath », sur aa.com.tr, Agence Anadolu, 17 octobre 2019 (consulté le 24 avril 2022)
5. ↑  « Le Dr. Jean Damascène Ntawukuliryayo, nouveau président du sénat », sur IGIHE, 10 octobre 2011
6. ↑  (en) « Makuza elected Senate president », sur The New Times, 15 octobre 2014
7. ↑  (en) Nasra Bishumba, « Who is who in the new Senate? », sur The New Times, 19 octobre 2019 (consulté le 20 octobre 2020)
8. ↑  Hubert Leclercq, « Rwanda : Démission du président du Sénat, deuxième personnage de l'État », sur afrique.lalibre.be, La Libre Afrique, 9 décembre 2022 (consulté le 12 décembre 2022)
9. ↑  (en) Moise M. Bahati, « Choice of new Rwanda Senate president 'reflects power sharing tradition' », sur newtimes.co.rw, The New Times, 11 janvier 2023 (consulté le 15 janvier 2023)